# Xã Poland, Quận Greene, Arkansas
Xã Poland (tiếng Anh: Poland Township) là một xã thuộc quận Greene, tiểu bang Arkansas, Hoa Kỳ. Năm 2010, dân số của xã này là 1.486 người.